# ペラギア (西ローマ帝国)
ペラギア（Pelagia）は5世紀の西ローマ帝国に実在した女性。当時の西ローマ帝国で権力闘争を繰り広げていたボニファティウスとアエティウス双方の妻となった。

## 生涯

### 出自
ペラギアの両親については、歴史的な根拠によって正確なものはないが、後にペラギアが息子ガウデンティウスの西ゴート王位に関する権利を擁護し、西ゴート王位から除外されたことを後悔していることから、父は西ゴート王アラリック1世と言われており、母は名前は不明だが、モダレス（Modares）の娘とされている。このモダレスという人物は、西ゴート族の有力者で381年に死去したアタナリックと同じくバルト家の一族と言われているが詳細は不明である。
また、史料の一つにベレムドゥスという人物の娘ともされており、出自に関しては諸説入り乱れている。